# Olivier Rochus
Olivier Rochus, né le 18 janvier 1981 à Namur, est un joueur de tennis belge, professionnel de 1999 à 2014.

## Biographie
Habitant à Auvelais en province de Namur et de parents médecin et dentiste, Olivier Rochus a commencé à jouer au tennis à l'âge de six ans, avec son frère ainé Christophe Rochus, joueur de tennis professionnel lui aussi. Avec une taille de 1,68 m seulement, il est très petit par rapport aux meilleurs joueurs mondiaux, qui mesurent presque tous plus de 1,80 m. Malgré ce « handicap », qui le gêne notamment au service, il est parvenu à se hisser parmi les meilleurs joueurs mondiaux et a même atteint le top 30 à l'ATP. Explosif, vif, précis et naturellement agile, il est craint par les plus grands joueurs du monde comme le prouvent ses victoires face au géant russe Marat Safin ou l'Espagnol Carlos Moyà. Il a été l'un des meilleurs sur le circuit junior, remportant notamment le tournoi de Wimbledon junior en double avec Roger Federer en 1998 et atteignant la finale en double des Internationaux de France en 1999.
Il a remporté deux titres en simple sur le circuit ATP. Le premier à Palerme en 2000 face à Diego Nargiso et le second en mai 2006 à Munich face à son compatriote Kristof Vliegen. Cependant, son résultat le plus marquant est sa victoire en double avec son ami Xavier Malisse à Roland-Garros en 2004.
Il a fait partie de l'équipe de Belgique de Coupe Davis où il a joué 51 matchs (30 en simple et 21 en double) entre 2000 et 2014. Il a joué les quarts de finale du groupe mondial en 2007 face à l'Allemagne.
En 2010, bien que redescendu au classement, il bat régulièrement des joueurs de très haut niveau. On peut mentionner sa victoire contre Novak Djokovic, alors no 2 mondial au classement ATP, au 2e tour du Masters de Miami, ou encore sa victoire à l'Open de Nice contre la première tête de série Robin Söderling, tombeur de Nadal l'année précédente à Roland-Garros.
En 2014, au bout d'une saison compliquée à cause d'une blessure à la hanche mais toujours présent pour jouer le double en Coupe Davis, il prend sa retraite lors de l'Ethias Trophy, un an après son compatriote Xavier Malisse. Il s'incline en simple au premier tour en 3 sets face à Gerald Melzer.
Il est coach depuis sa retraite en lien avec l'association francophone de tennis. Il a coaché pendant quelques mois Julien Cagnina.

## Palmarès

### Titres en simple messieurs
| No | Date       | Nom et lieu du tournoi                             | Catégorie   | Dotation  | Surface      | Finaliste       | Score      |          |
| -- | ---------- | -------------------------------------------------- | ----------- | --------- | ------------ | --------------- | ---------- | -------- |
| 1  | 25-09-2000 | Internazionali di Sicilia Freedomland Cup, Palerme | Int' Series | 350 000 $ | Terre (ext.) | Diego Nargiso   | 7-614, 6-1 | Parcours |
| 2  | 01-05-2006 | BMW Open by FWU AG, Munich                         | Int' Series | 355 000 $ | Terre (ext.) | Kristof Vliegen | 6-4, 6-2   | Parcours |

### Finales en simple messieurs
| No | Date       | Nom et lieu du tournoi                              | Catégorie   | Dotation  | Surface      | Vainqueur         | Score         |          |
| -- | ---------- | --------------------------------------------------- | ----------- | --------- | ------------ | ----------------- | ------------- | -------- |
| 1  | 11-02-2002 | Copenhagen Open, Copenhague                         | Int' Series | 356 000 $ | Dur (int.)   | Lars Burgsmüller  | 6-3, 6-3      | Parcours |
| 2  | 24-02-2003 | Copenhagen Open, Copenhague                         | Int' Series | 355 000 $ | Dur (int.)   | Karol Kučera      | 7-64, 6-4     | Parcours |
| 3  | 10-01-2005 | Heineken Open, Auckland                             | Int' Series | 401 000 $ | Dur (ext.)   | Fernando González | 6-4, 6-2      | Parcours |
| 4  | 24-09-2007 | Kingfisher Airlines Tennis Open, Bombay             | Int' Series | 391 000 $ | Dur (ext.)   | Richard Gasquet   | 6-3, 6-4      | Parcours |
| 5  | 19-10-2009 | If Stockholm Open, Stockholm                        | ATP 250     | 531 000 € | Dur (int.)   | Márcos Baghdatís  | 6-1, 7-5      | Parcours |
| 6  | 05-07-2010 | Campbell’s Hall of Fame Championships, Newport (RI) | ATP 250     | 442 500 $ | Gazon (ext.) | Mardy Fish        | 5-7, 6-3, 6-4 | Parcours |
| 7  | 04-07-2011 | Campbell’s Hall of Fame Championships, Newport (RI) | ATP 250     | 442 500 $ | Gazon (ext.) | John Isner        | 6-3, 7-66     | Parcours |
| 8  | 09-01-2012 | Heineken Open, Auckland                             | ATP 250     | 398 250 $ | Dur (ext.)   | David Ferrer      | 6-3, 6-4      | Parcours |

### Titres en double messieurs
| No | Date       | Nom et lieu du tournoi             | Catégorie   | Dotation    | Surface      | Partenaire     | Finalistes                     | Score     |          |
| -- | ---------- | ---------------------------------- | ----------- | ----------- | ------------ | -------------- | ------------------------------ | --------- | -------- |
| 1  | 24-05-2004 | Roland-Garros Paris                | G. Chelem   | 7 462 318 $ | Terre (ext.) | Xavier Malisse | Michaël Llodra Fabrice Santoro | 7-5, 7-5  | Parcours |
| 2  | 03-01-2005 | Next Generation Hardcourt Adélaïde | Int' Series | 394 000 $   | Dur (ext.)   | Xavier Malisse | Simon Aspelin Todd Perry       | 7-65, 6-4 | Parcours |

### Finales en double messieurs
| No | Date       | Nom et lieu du tournoi      | Catégorie   | Dotation  | Surface      | Vainqueurs                       | Partenaire        | Score            |          |
| -- | ---------- | --------------------------- | ----------- | --------- | ------------ | -------------------------------- | ----------------- | ---------------- | -------- |
| 1  | 25-07-2005 | Generali Open Kitzbühel     | Series Gold | 735 000 $ | Terre (ext.) | Leoš Friedl Andrei Pavel         | Christophe Rochus | 6-2, 65-7, 6-0   | Parcours |
| 2  | 02-01-2006 | Qatar ExxonMobil Open Doha  | Int' Series | 975 000 $ | Dur (ext.)   | Jonas Björkman Max Mirnyi        | Christophe Rochus | 2-6, 6-3, [10-8] | Parcours |
| 3  | 09-10-2006 | If Stockholm Open Stockholm | Int' Series | 775 000 $ | Dur (int.)   | Paul Hanley Kevin Ullyett        | Kristof Vliegen   | 7-62, 6-4        | Parcours |
| 4  | 14-07-2008 | Austrian Open Kitzbühel     | Series Gold | 550 000 € | Terre (ext.) | James Cerretani Victor Hănescu   | Lucas Arnold Ker  | 6-3, 7-5         | Parcours |
| 5  | 01-02-2010 | PBZ Zagreb Indoors Zagreb   | ATP 250     | 398 250 € | Dur (int.)   | Jürgen Melzer Philipp Petzschner | Arnaud Clément    | 3-6, 6-3, [10-8] | Parcours |

## Palmarès Challenger et Futures

### Titres en tournois Challenger

#### En simple (7/10)
| Résultat  | Date       | Tournoi                             | Prize Money | Adversaire en finale   | Score         |
| --------- | ---------- | ----------------------------------- | ----------- | ---------------------- | ------------- |
| Victoire  | 10/07/2000 | Challenger d'Ostende, Ostende       | 75 000 $    | Johan Van Herck        | 6-4, 6-4      |
| Victoire  | 29/10/2001 | The Bolton Challenger, Bolton       | 25 000 $    | Dennis van Scheppingen | 6-4, 7-63     |
| Victoire  | 03/10/2005 | Ethias Trophy, Mons                 | 106 250 €   | Xavier Malisse         | 6-2, 6-0      |
| Victoire  | 11/09/2006 | Open d'Orléans, Orléans             | 63 750 €    | Michaël Llodra         | 7-60, 7-66    |
| Victoire  | 10/09/2007 | Open d'Orléans, Orléans             | 85 000 €    | Nicolas Mahut          | 6-4, 6-4      |
| Finaliste | 11/05/2009 | Zagreb Open, Zagreb                 | 50 000 $    | Marcos Daniel          | 3-6, 4-6      |
| Victoire  | 13/07/2009 | Manchester Trophy, Manchester       | 30 000 €    | Igor Sijsling          | 6-3, 4-6, 6-2 |
| Finaliste | 10/08/2009 | Zucchetti Kos Tennis Cup, Cordenons | 85 000 €    | Peter Luczak           | 6-3, 3-6, 1-6 |
| Victoire  | 14/03/2011 | Orange Open Guadeloupe, Le Gosier   | 100 000 $   | Stéphane Robert        | 6-2, 6-3      |
| Finaliste | 10/10/2011 | Open de Rennes, Rennes              | 64 000 €    | Julien Benneteau       | 4-6, 3-6      |

#### En double (1/3)
| Résultat  | Date       | Tournoi                               | Prize Money | Partenaire       | Adversaires                       | Score            |
| --------- | ---------- | ------------------------------------- | ----------- | ---------------- | --------------------------------- | ---------------- |
| Finaliste | 14/03/2011 | Orange Open Guadeloupe, Le Gosier     | 100 000 $   | Arnaud Clément   | Ricardo Ghedin Stéphane Robert    | 2-6, 7-5, [7-10] |
| Victoire  | 29/04/2013 | Prosperita Open, Ostrava              | 85 000 €    | Steve Darcis     | Tomasz Bednarek Mateusz Kowalczyk | 7-5, 7-5         |
| Finaliste | 17/03/2014 | Challenger Banque Nationale, Rimouski | 40 000 $    | Germain Gigounon | Edward Corrie Daniel Smethurst    | 2-6, 1-6         |

## Parcours dans les tournois duGrand Chelem

### En simple
| Année | Open d'Australie | Open d'Australie | Internationaux de France | Internationaux de France | Wimbledon       | Wimbledon       | US Open         | US Open       |
| ----- | ---------------- | ---------------- | ------------------------ | ------------------------ | --------------- | --------------- | --------------- | ------------- |
| 2000  | —                | —                | —                        | —                        | 3e tour (1/16)  | G. Pozzi        | 1er tour (1/64) | R. Krajicek   |
| 2001  | 1er tour (1/64)  | A. Martín        | 3e tour (1/16)           | I. Kafelnikov            | 2e tour (1/32)  | H. Arazi        | 1er tour (1/64) | T. Robredo    |
| 2002  | 1er tour (1/64)  | A. Calatrava     | 2e tour (1/32)           | M. Safin                 | 3e tour (1/16)  | A. Clément      | 1er tour (1/64) | H. Arazi      |
| 2003  | 2e tour (1/32)   | J. Novák         | 1er tour (1/64)          | F. Browne                | 1/8 de finale   | A. Popp         | 1er tour (1/64) | X. Malisse    |
| 2004  | 1er tour (1/64)  | J. Novák         | 1er tour (1/64)          | D. Ferrer                | 1er tour (1/64) | G. Carraz       | 1/8 de finale   | D. Hrbatý     |
| 2005  | 1/8 de finale    | M. Safin         | 2e tour (1/32)           | N. Davydenko             | 2e tour (1/32)  | M. Mirnyi       | 3e tour (1/16)  | R. Federer    |
| 2006  | 2e tour (1/32)   | P. Luczak        | 3e tour (1/16)           | A. Martín                | 3e tour (1/16)  | L. Hewitt       | 3e tour (1/16)  | M. Safin      |
| 2007  | 2e tour (1/32)   | S. Grosjean      | 1er tour (1/64)          | G. Monfils               | 1er tour (1/64) | R. Söderling    | 1er tour (1/64) | R. Ginepri    |
| 2008  | 1er tour (1/64)  | S. Querrey       | 1er tour (1/64)          | S. Decoud                | 2e tour (1/32)  | F. Verdasco     | 1er tour (1/64) | R. DeHeart    |
| 2009  | —                | —                | —                        | —                        | —               | —               | 2e tour (1/32)  | J. Blake      |
| 2010  | 1er tour (1/64)  | F. González      | 2e tour (1/32)           | J. Reister               | 1er tour (1/64) | N. Djokovic     | 1er tour (1/64) | J. Tipsarević |
| 2011  | —                | —                | 1er tour (1/64)          | T. Kamke                 | 2e tour (1/32)  | J. M. del Potro | 1er tour (1/64) | J.-R. Lisnard |
| 2012  | 2e tour (1/32)   | T. Berdych       | 1er tour (1/64)          | L. Mayer                 | 1er tour (1/64) | N. Almagro      | 1er tour (1/64) | J. Benneteau  |
| 2013  | 1er tour (1/64)  | D. Ferrer        | —                        | —                        | 1er tour (1/64) | K. Anderson     | —               | —             |

N.B. : à droite du résultat se trouve le nom de l'ultime adversaire.

### En double
| Année | Open d'Australie                                                                 | Open d'Australie                                                                    | Internationaux de France                                                           | Internationaux de France                                                               | Wimbledon                                                                            | Wimbledon                                                                    | US Open                                                                          | US Open |
| ----- | -------------------------------------------------------------------------------- | ----------------------------------------------------------------------------------- | ---------------------------------------------------------------------------------- | -------------------------------------------------------------------------------------- | ------------------------------------------------------------------------------------ | ---------------------------------------------------------------------------- | -------------------------------------------------------------------------------- | ------- |
| 2003  | 1er tour (1/32) F. Saretta \|\| style="text-align:left;" \| D. Bowen A. Fisher   | 1er tour (1/32) N. Kiefer \|\| style="text-align:left;" \| J. Landsberg J. Nieminen | —                                                                                  | —                                                                                      | 2e tour (1/16) T. Perry \|\| style="text-align:left;" \| L. Arnold Ker M. Hood       |                                                                              |                                                                                  |         |
| 2004  | 2e tour (1/16) X. Malisse \|\| style="text-align:left;" \| R. Koenig P. Pála     | Victoire X. Malisse                                                                 | M. Llodra F. Santoro                                                               | 2e tour (1/16) X. Malisse \|\| style="text-align:left;" \| R. Leach B. MacPhie         | 1er tour (1/32) X. Malisse \|\| style="text-align:left;" \| J. Knowle N. Zimonjić    |                                                                              |                                                                                  |         |
| 2005  | 2e tour (1/16) X. Malisse \|\| style="text-align:left;" \| W. Moodie N. Zimonjić | 1/8 de finale X. Malisse \|\| style="text-align:left;" \| B. Bryan M. Bryan         | 1/8 de finale X. Malisse \|\| style="text-align:left;" \| D. Hrbatý M. Mertiňák    | 1er tour (1/32) P. Kohlschreiber \|\| style="text-align:left;" \| F. González N. Massú |                                                                                      |                                                                              |                                                                                  |         |
| 2006  | 2e tour (1/16) X. Malisse \|\| style="text-align:left;" \| J. Knowle J. Melzer   | 1/8 de finale M. Llodra \|\| style="text-align:left;" \| J. Björkman M. Mirnyi      | 2e tour (1/16) P. Petzschner \|\| style="text-align:left;" \| C. Suk R. Vik        | 1/8 de finale K. Vliegen \|\| style="text-align:left;" \| F. Santoro N. Zimonjić       |                                                                                      |                                                                              |                                                                                  |         |
| 2007  | 2e tour (1/16) K. Vliegen \|\| style="text-align:left;" \| Ł. Kubot O. Marach    | 1/8 de finale K. Vliegen \|\| style="text-align:left;" \| F. Santoro N. Zimonjić    | 2e tour (1/16) K. Vliegen \|\| style="text-align:left;" \| B. Bryan M. Bryan       | 1er tour (1/32) M. Gicquel \|\| style="text-align:left;" \| P. Hanley K. Ullyett       |                                                                                      |                                                                              |                                                                                  |         |
| 2008  | 1er tour (1/32) S. Darcis \|\| style="text-align:left;" \| F. Čermák L. Dlouhý   | 1/4 de finale S. Darcis \|\| style="text-align:left;" \| D. Nestor N. Zimonjić      | —                                                                                  | —                                                                                      | 1er tour (1/32) S. Darcis \|\| style="text-align:left;" \| I. Kunitsyn D. Toursounov |                                                                              |                                                                                  |         |
| 2009  | —                                                                                | —                                                                                   | —                                                                                  | —                                                                                      | —                                                                                    | —                                                                            | 1/8 de finale G. García-López \|\| style="text-align:left;" \| B. Bryan M. Bryan |         |
| 2010  | —                                                                                | —                                                                                   | 1er tour (1/32) X. Malisse \|\| style="text-align:left;" \| N. Almagro S. Ventura  | 1er tour (1/32) X. Malisse \|\| style="text-align:left;" \| J. Melzer P. Petzschner    | 1er tour (1/32) X. Malisse \|\| style="text-align:left;" \| D. Gimeno-Traver F. Gil  |                                                                              |                                                                                  |         |
| 2011  | —                                                                                | —                                                                                   | 1er tour (1/32) R. Haase \|\| style="text-align:left;" \| S. Stakhovsky M. Youzhny | —                                                                                      | —                                                                                    | 1er tour (1/32) A. Sá \|\| style="text-align:left;" \| J. Knowle H. Zeballos |                                                                                  |         |
| 2012  | 2e tour (1/16) V. Hănescu \|\| style="text-align:left;" \| R. Mello J. Souza     | 1er tour (1/32) S. Darcis \|\| style="text-align:left;" \| M. Elgin D. Istomin      | 1/8 de finale S. Darcis \|\| style="text-align:left;" \| R. Lindstedt H. Tecău     | —                                                                                      | —                                                                                    |                                                                              |                                                                                  |         |
| 2013  | 1er tour (1/32) J. Melzer \|\| style="text-align:left;" \| A. Peya B. Soares     | —                                                                                   | —                                                                                  | —                                                                                      | —                                                                                    | —                                                                            | —                                                                                |         |

N.B. : le nom du ou de la partenaire se trouve sous le résultat ; le nom des ultimes adversaires se trouve à droite.

### En double mixte
N.B. : le nom de la partenaire se trouve sous le résultat ; le nom des ultimes adversaires se trouve à droite.

## Parcours dans lesMasters 1000
| Année | Indian Wells            | Miami                    | Monte-Carlo            | Rome                  | Hambourg puis Madrid    | Canada                      | Cincinnati               | Stuttgart puis Madrid puis Shanghai | Paris              |
| ----- | ----------------------- | ------------------------ | ---------------------- | --------------------- | ----------------------- | --------------------------- | ------------------------ | ----------------------------------- | ------------------ |
| 2001  | —                       | —                        | —                      | —                     | —                       | —                           | —                        | 1er tour M. Mirnyi                  | —                  |
| 2002  | 1er tour J. Novák       | 1er tour A. Clément      | —                      | —                     | 1er tour W. Ferreira    | —                           | —                        | —                                   | 2e tour G. Cañas   |
| 2003  | 1/8 de finale V. Spadea | 2e tour A. Costa         | 1er tour A. Martín     | 1er tour J. I. Chela  | 1/4 de finale G. Gaudio | —                           | —                        | 1er tour R. Ginepri                 | —                  |
| 2004  | 1er tour H. Arazi       | 2e tour T. Robredo       | 1er tour M. Safin      | —                     | 2e tour A. Costa        | —                           | —                        | —                                   | —                  |
| 2005  | 2e tour J. Novák        | 2e tour R. Federer       | 1/8 de finale R. Nadal | 1er tour I. Ljubičić  | 1er tour M. Puerta      | 1/8 de finale P.-H. Mathieu | 1/8 de finale R. Federer | 1/8 de finale I. Ljubičić           | 1er tour J. Blake  |
| 2006  | 3e tour R. Federer      | 1/8 de finale D. Ferrer  | 2e tour T. Robredo     | 1er tour M. Baghdatís | 1er tour J. C. Ferrero  | —                           | —                        | 1er tour R. Söderling               | 2e tour T. Berdych |
| 2007  | 3e tour A. Roddick      | 3e tour Forfait          | 1er tour R. Söderling  | 2e tour M. Youzhny    | 1er tour P.-H. Mathieu  | —                           | 1er tour J. C. Ferrero   | —                                   | —                  |
| 2008  | 2e tour D. Ferrer       | 1er tour I. Minář        | 2e tour D. Nalbandian  | —                     | 2e tour C. Moyà         | —                           | —                        | 1er tour M. Čilić                   | —                  |
| 2009  | —                       | —                        | —                      | —                     | —                       | —                           | —                        | —                                   | —                  |
| 2010  | 1er tour F. Fognini     | 3e tour T. Bellucci      | 1er tour A. Seppi      | —                     | —                       | —                           | —                        | —                                   | —                  |
| 2011  | —                       | 1/8 de finale R. Federer | 2e tour T. Berdych     | —                     | 1er tour K. Anderson    | —                           | —                        | —                                   | —                  |
| 2012  | 1er tour A. Seppi       | 1er tour Be. Becker      | 1er tour F. Verdasco   | —                     | 1er tour S. Wawrinka    | —                           | —                        | —                                   | —                  |
| 2013  | —                       | 2e tour R. Gasquet       | —                      | —                     | —                       | —                           | —                        | —                                   | —                  |

N.B. : sous le résultat se trouve le nom de l’ultime adversaire.

## Parcours enCoupe Davis
| #                                                                              | Date             | Lieu       | Surface            | Gagnant(s)                        | Perdant(s)                         | Score                      |          |
|                                                                                |                  |            |                    |                                   |                                    |                            |          |
| 2000 - 1er tour (groupe mondial) - Russie - Belgique 4:1                       |                  |            |                    |                                   |                                    |                            |          |
| 1                                                                              | 4-6/02/2000      | Moscou     | Synthétique (int.) | Andreï Cherkasov Marat Safin      | Christophe Rochus Olivier Rochus   | 4-6, 7-62, 1-6, 6-1, 6-3   | Parcours |
| 1                                                                              | 4-6/02/2000      | Moscou     | Synthétique (int.) | Mikhail Youzhny                   | Olivier Rochus                     | 7-66, 6-2                  | Parcours |
|                                                                                |                  |            |                    |                                   |                                    |                            |          |
| 2000 - play-off (groupe mondial) - Belgique - Italie 4:1                       |                  |            |                    |                                   |                                    |                            |          |
| 2                                                                              | 21-23/07/2000    | Venise     | Terre (ext.)       | Olivier Rochus                    | Andrea Gaudenzi                    | 6-2, 7-5, 6-3              | Parcours |
|                                                                                |                  |            |                    |                                   |                                    |                            |          |
| 2001 - 1er tour (groupe mondial) - France - Belgique 5:0                       |                  |            |                    |                                   |                                    |                            |          |
| 3                                                                              | 9-11/02/2001     | Gand       | Terre (int.)       | Sébastien Grosjean                | Olivier Rochus                     | 4-6, 1-6, 6-1, 6-3, 6-3    | Parcours |
|                                                                                |                  |            |                    |                                   |                                    |                            |          |
| 2001 - play-off (groupe mondial) - Maroc - Belgique 3:2                        |                  |            |                    |                                   |                                    |                            |          |
| 4                                                                              | 21-23/09/2001    | Liège      | Synthétique (int.) | Hicham Arazi                      | Olivier Rochus                     | 2-6, 6-3, 6-1, 5-7, 6-3    | Parcours |
|                                                                                |                  |            |                    |                                   |                                    |                            |          |
| 2002 - 1/4 de finale (GI Europe/Afrique) - Belgique - Grèce 5-0                |                  |            |                    |                                   |                                    |                            |          |
| 5                                                                              | 5-7/04/2002      | Liège      | Synthétique (int.) | Olivier Rochus                    | Konstantinos Economidis            | 7-64, 6-3, 6-1             | Parcours |
| 5                                                                              | 5-7/04/2002      | Liège      | Synthétique (int.) | Olivier Rochus                    | Nikos Rovas                        | 7-5, 6-3                   | Parcours |
|                                                                                |                  |            |                    |                                   |                                    |                            |          |
| 2002 - play-off (groupe mondial) - Belgique - Zimbabwe 4:1                     |                  |            |                    |                                   |                                    |                            |          |
| 6                                                                              | 21-23/09/2002    | Hararé     | Dur (int.)         | Olivier Rochus                    | Byron Black                        | 64-7, 6-4, 6-2, 6-3        | Parcours |
|                                                                                |                  |            |                    |                                   |                                    |                            |          |
| 2003 - 1er tour (groupe mondial) - Espagne - Belgique 5:0                      |                  |            |                    |                                   |                                    |                            |          |
| 7                                                                              | 7-9/02/2003      | Séville    | Terre (ext.)       | Àlex Corretja Albert Costa        | Olivier Rochus Kristof Vliegen     | 6-4, 4-6, 6-3, 3-6, 8-6    | Parcours |
|                                                                                |                  |            |                    |                                   |                                    |                            |          |
| 2003 - Play-off (Groupe mondial) - Autriche - Belgique 3:2                     |                  |            |                    |                                   |                                    |                            |          |
| 8                                                                              | 19-21/09/2003    | Pörtschach | Terre (ext.)       | Jürgen Melzer                     | Olivier Rochus                     | 6-1, 7-64, 5-7, 2-6, 6-1   | Parcours |
| 8                                                                              | 19-21/09/2003    | Pörtschach | Terre (ext.)       | Stefan Koubek                     | Olivier Rochus                     | 64-7, 6-2, 7-5, 4-6, 6-3   | Parcours |
|                                                                                |                  |            |                    |                                   |                                    |                            |          |
| 2004 - 1/4 de finale (GI Europe-Afrique) - Belgique - Zimbabwe 4:1             |                  |            |                    |                                   |                                    |                            |          |
| 9                                                                              | 9-11/04/2004     | Tournai    | Terre (int.)       | Wayne Black                       | Olivier Rochus                     | 3-6, 7-63, 6-3, 3-6, 6-2   | Parcours |
| 9                                                                              | 9-11/04/2004     | Tournai    | Terre (int.)       | Olivier Rochus Kristof Vliegen    | Wayne Black Kevin Ullyett          | 7-64, 64-7, 6-4, 6-2       | Parcours |
|                                                                                |                  |            |                    |                                   |                                    |                            |          |
| 2004 - play-off (Groupe mondial) - Croatie - Belgique 3:2                      |                  |            |                    |                                   |                                    |                            |          |
| 10                                                                             | 9-11/04/2004     | Rijeka     | Synthétique (int.) | Mario Ančić                       | Olivier Rochus                     | 6-3, 7-62, 6-3, 6-1        | Parcours |
| 10                                                                             | 9-11/04/2004     | Rijeka     | Synthétique (int.) | Olivier Rochus                    | Saša Tuksar                        | 4-6, 6-3, 6-3              | Parcours |
|                                                                                |                  |            |                    |                                   |                                    |                            |          |
| 2005 - 1/4 de finale (GI Europe-Afrique) - Serbie-et-Monténégro - Belgique 2:3 |                  |            |                    |                                   |                                    |                            |          |
| 11                                                                             | 29/03-1/04/2005  | Belgrade   | Terre (ext.)       | Olivier Rochus                    | Novak Djokovic                     | 1-6, 7-5, 63-7, 6-1, 6-3   | Parcours |
| 11                                                                             | 29/03-1/04/2005  | Belgrade   | Terre (ext.)       | Janko Tipsarević                  | Olivier Rochus                     | 68-7, 3-6, 7-63, 6-2, 6-4  | Parcours |
|                                                                                |                  |            |                    |                                   |                                    |                            |          |
| 2005 - play-off (Groupe mondial) - États-Unis - Belgique 4:1                   |                  |            |                    |                                   |                                    |                            |          |
| 12                                                                             | 23-25/09/2005    | Louvain    | Terre (int.)       | Olivier Rochus                    | James Blake                        | 6-4, 7-5, 6-1              | Parcours |
| 12                                                                             | 23-25/09/2005    | Louvain    | Terre (int.)       | Bob Bryan Mike Bryan              | Olivier Rochus Kristof Vliegen     | 3-6, 7-62, 6-1, 6-4        | Parcours |
| 12                                                                             | 23-25/09/2005    | Louvain    | Terre (int.)       | Andy Roddick                      | Olivier Rochus                     | 64-7, 7-64, 7-65, 4-6, 6-3 | Parcours |
|                                                                                |                  |            |                    |                                   |                                    |                            |          |
| 2006 - 1/4 de finale (GI Europe-Afrique) - Belgique - Ukraine 4:1              |                  |            |                    |                                   |                                    |                            |          |
| 13                                                                             | 7-9/04/2006      | Kiev       | Synthétique (int.) | Olivier Rochus                    | Orest Tereshchuk                   | 6-3, 6-1, 6-2              | Parcours |
| 13                                                                             | 7-9/04/2006      | Kiev       | Synthétique (int.) | Olivier Rochus Kristof Vliegen    | Sergueï Bubka Serhiy Stakhovsky    | 7-63, 6-3, 6-2             | Parcours |
|                                                                                |                  |            |                    |                                   |                                    |                            |          |
| 2006 - play-off (Groupe mondial) - Belgique - Slovaquie 3:2                    |                  |            |                    |                                   |                                    |                            |          |
| 14                                                                             | 22-24/09/2006    | Bratislava | Dur (int.)         | Olivier Rochus                    | Michal Mertiňák                    | 61-7, 6-2, 6-3, 6-4        | Parcours |
| 14                                                                             | 22-24/09/2006    | Bratislava | Dur (int.)         | Olivier Rochus Kristof Vliegen    | Dominik Hrbatý Michal Mertiňák     | 6-2, 3-6, 6-3, 0-6, 7-5    | Parcours |
| 14                                                                             | 22-24/09/2006    | Bratislava | Dur (int.)         | Olivier Rochus                    | Dominik Hrbatý                     | 6-2, 6-3, 6-3              | Parcours |
|                                                                                |                  |            |                    |                                   |                                    |                            |          |
| 2007 - 1er tour (Groupe mondial) - Belgique - Australie 3:2                    |                  |            |                    |                                   |                                    |                            |          |
| 15                                                                             | 9-11/02/2007     | Liège      | Dur (int.)         | Olivier Rochus                    | Chris Guccione                     | 3-6, 7-5, 6-2, 6-3         | Parcours |
| 15                                                                             | 9-11/02/2007     | Liège      | Dur (int.)         | Paul Hanley Lleyton Hewitt        | Olivier Rochus Kristof Vliegen     | 6-2, 6-4, 6-2              | Parcours |
| 15                                                                             | 9-11/02/2007     | Liège      | Dur (int.)         | Lleyton Hewitt                    | Olivier Rochus                     | 6-2, 6-3, 64-7, 3-6, 6-1   | Parcours |
|                                                                                |                  |            |                    |                                   |                                    |                            |          |
| 2007 - 1/4 de finale (Groupe mondial) - Allemagne - Belgique 3:2               |                  |            |                    |                                   |                                    |                            |          |
| 16                                                                             | 6-8/04/2007      | Ostende    | Synthétique (int.) | Philipp Kohlschreiber             | Olivier Rochus                     | 6-3, 7-5, 7-64             | Parcours |
| 16                                                                             | 6-8/04/2007      | Ostende    | Synthétique (int.) | Michael Kohlmann Alexander Waske  | Christophe Rochus Olivier Rochus   | 4-6, 6-2, 6-3, 6-1         | Parcours |
|                                                                                |                  |            |                    |                                   |                                    |                            |          |
| 2008 - 1er tour (groupe mondial) - République tchèque - Belgique 3:2           |                  |            |                    |                                   |                                    |                            |          |
| 17                                                                             | 8-10/02/2008     | Ostrava    | Synthétique (int.) | Tomáš Berdych Radek Štěpánek      | Olivier Rochus Kristof Vliegen     | 62-7, 7-66, 7-5, 5-7, 6-4  | Parcours |
|                                                                                |                  |            |                    |                                   |                                    |                            |          |
| 2008 - play-off (groupe mondial) - Suisse - Belgique 4:1                       |                  |            |                    |                                   |                                    |                            |          |
| 18                                                                             | 19-21/09/2008    | Lausanne   | Dur (int.)         | Roger Federer Stanislas Wawrinka  | Xavier Malisse Olivier Rochus      | 4-6, 7-66, 6-3, 6-3        | Parcours |
|                                                                                |                  |            |                    |                                   |                                    |                            |          |
| 2009 - 1/4 de finale (GI Europe/Afrique) - Belgique - Pologne 4:1              |                  |            |                    |                                   |                                    |                            |          |
| 19                                                                             | 6-8/03/2009      | Liège      | Terre (int.)       | Steve Darcis Olivier Rochus       | Marcin Matkowski Grzegorz Panfil   | 6-3, 7-61, 6-3             | Parcours |
| 19                                                                             | 6-8/03/2009      | Liège      | Terre (int.)       | Olivier Rochus                    | Grzegorz Panfil                    | 6-3, 6-2                   | Parcours |
|                                                                                |                  |            |                    |                                   |                                    |                            |          |
| 2009 - play-off (groupe mondial) - Belgique - Ukraine 3:2                      |                  |            |                    |                                   |                                    |                            |          |
| 20                                                                             | 18-20/09/2009    | Charleroi  | Terre (int.)       | Sergueï Bubka Serhiy Stakhovsky   | Xavier Malisse Olivier Rochus      | 7-65, 3-6, 6-4, 7-64       | Parcours |
|                                                                                |                  |            |                    |                                   |                                    |                            |          |
| 2010 - 1er tour (Groupe mondial) - République tchèque - Belgique 4:1           |                  |            |                    |                                   |                                    |                            |          |
| 21                                                                             | 5-7/03/2010      | Bree       | Terre (int.)       | Tomáš Berdych                     | Olivier Rochus                     | 6-3, 6-0, 6-4              | Parcours |
| 21                                                                             | 5-7/03/2010      | Bree       | Terre (int.)       | Tomáš Berdych Radek Štěpánek      | Steve Darcis Olivier Rochus        | 7-60, 6-0, 6-3             | Parcours |
|                                                                                |                  |            |                    |                                   |                                    |                            |          |
| 2010 - play-off (Groupe mondial) - Belgique - Australie 3:2                    |                  |            |                    |                                   |                                    |                            |          |
| 22                                                                             | 17-19/09/2010    | Cairns     | Dur (ext.)         | Olivier Rochus                    | Carsten Ball                       | 3-6, 7-5, 6-2, 6-3         | Parcours |
| 22                                                                             | 17-19/09/2010    | Cairns     | Dur (ext.)         | Paul Hanley Lleyton Hewitt        | Ruben Bemelmans Olivier Rochus     | 6-1, 6-2, 6-4              | Parcours |
| 22                                                                             | 17-19/09/2010    | Cairns     | Dur (ext.)         | Olivier Rochus                    | Peter Luczak                       | 7-68, 6-4, 60-7, 7-62      | Parcours |
|                                                                                |                  |            |                    |                                   |                                    |                            |          |
| 2011 - 1er tour (Groupe mondial) - Espagne - Belgique 4:1                      |                  |            |                    |                                   |                                    |                            |          |
| 23                                                                             | 4-6/03/2011      | Charleroi  | Dur (int.)         | Feliciano López Fernando Verdasco | Steve Darcis Olivier Rochus        | 7-60, 6-4, 6-3             | Parcours |
| 23                                                                             | 4-6/03/2011      | Charleroi  | Dur (int.)         | Rafael Nadal                      | Olivier Rochus                     | 6-4, 6-2                   | Parcours |
|                                                                                |                  |            |                    |                                   |                                    |                            |          |
| 2011 - play-off (Groupe mondial) - Autriche - Belgique 4:1                     |                  |            |                    |                                   |                                    |                            |          |
| 24                                                                             | 4-6/03/2011      | Anvers     | Dur (int.)         | Oliver Marach Alexander Peya      | Steve Darcis Olivier Rochus        | 4-6, 6-3, 6-4, 6-4         | Parcours |
| 24                                                                             | 4-6/03/2011      | Anvers     | Dur (int.)         | Jürgen Melzer                     | Olivier Rochus                     | 6-4, 6-4, 6-3              | Parcours |
|                                                                                |                  |            |                    |                                   |                                    |                            |          |
| 2012 - 1/4 de finale (GI Europe/Afrique) - Royaume-Uni - Belgique 1:4          |                  |            |                    |                                   |                                    |                            |          |
| 25                                                                             | 6-8/04/2012      | Glasgow    | Dur (int.)         | Olivier Rochus                    | Daniel Evans                       | 3-6, 6-4, 7-67, 6-4        | Parcours |
|                                                                                |                  |            |                    |                                   |                                    |                            |          |
| 2012 - play-off (groupe mondial) - Belgique - Suède 5:0                        |                  |            |                    |                                   |                                    |                            |          |
| 26                                                                             | 15-17/09/2012    | Bruxelles  | Terre (ext.)       | Ruben Bemelmans Olivier Rochus    | Johan Brunström Michael Ryderstedt | 6-4, 4-6, 6-3, 6-2         | Parcours |
|                                                                                |                  |            |                    |                                   |                                    |                            |          |
| 2013 - 1er tour (groupe mondial) - Belgique - Serbie 2:3                       |                  |            |                    |                                   |                                    |                            |          |
| 27                                                                             | 1-3/02/2013      | Charleroi  | Terre (int.)       | Novak Djokovic                    | Olivier Rochus                     | 6-3, 6-2, 6-2              | Parcours |
|                                                                                |                  |            |                    |                                   |                                    |                            |          |
| 2013 - play-off (Groupe mondial) - Belgique - Israël 3:2                       |                  |            |                    |                                   |                                    |                            |          |
| 28                                                                             | 12-15/09/2013    | Anvers     | Terre (int.)       | Jonathan Erlich Andy Ram          | Steve Darcis Olivier Rochus        | 6-4, 5-7, 1-6, 7-5, 6-3    | Parcours |
|                                                                                |                  |            |                    |                                   |                                    |                            |          |
| 2014 - 1er tour (Groupe mondial) - Kazakhstan - Belgique 3:2                   |                  |            |                    |                                   |                                    |                            |          |
| 29                                                                             | 31/01-02/02/2014 | Astana     | Dur (int.)         | Ruben Bemelmans Olivier Rochus    | Evgeny Korolev Mikhail Kukushkin   | 6-2, 64-7, 6-3, 7-64       | Parcours |
|                                                                                |                  |            |                    |                                   |                                    |                            |          |
| 2014 - play-off (Groupe mondial) - Ukraine - Belgique 2:3                      |                  |            |                    |                                   |                                    |                            |          |
| 30                                                                             | 12-14/09/2014    | Tallinn    | Dur (int.)         | Ruben Bemelmans Olivier Rochus    | Sergueï Bubka Serhiy Stakhovsky    | 6-2, 6-3, 2-6, 3-6, 6-2    | Parcours |

## Classements en fin de saison

### En simple
| Année | 2000 | 2001 | 2002 | 2003 | 2004 | 2005 | 2006 | 2007 | 2008 | 2009 | 2010 | 2011 | 2012 | 2013 | 2014 |
| Rang  | 67   | 113  | 64   | 49   | 71   | 28   | 36   | 48   | 120  | 57   | 113  | 67   | 89   | 200  | 569  |

### En double
| Année | 2000 | 2001 | 2002 | 2003 | 2004 | 2005 | 2006 | 2007 | 2008 | 2009 | 2010 | 2011 | 2012 | 2013 | 2014 |
| Rang  | 273  | 619  | 251  | 161  | 44   | 55   | 43   | 78   | 137  | 329  | 301  | 409  | 116  | 379  | 319  |

Source : (en) Classements de Olivier Rochus sur le site officiel de la Fédération internationale de tennis

## Records et Statistiques

### Victoires sur le top 20
| #  | Lieu                           | Année | Surface     | Adversaire          | Rang | Tour          | Score                   |
| -- | ------------------------------ | ----- | ----------- | ------------------- | ---- | ------------- | ----------------------- |
| 1  | Wimbledon                      | 2000  | Gazon       | Magnus Norman       | 2    | 2e tour       | 6-4, 2-6, 6-4, 6-7, 6-1 |
| 2  | Wimbledon                      | 2002  | Gazon       | Marat Safin         | 2    | 2e tour       | 6-2, 6-4, 3-6, 7-6      |
| 3  | Masters d'Indian Wells         | 2003  | Dur         | Albert Costa        | 9    | 3e tour       | 5-7, 6-4, 6-4           |
| 4  | Masters de Hambourg            | 2003  | Terre       | Albert Costa        | 9    | 2e tour       | 3-6, 6-3, 7-6           |
| 5  | Wimbledon                      | 2003  | Gazon       | Guillermo Coria     | 7    | 1er tour      | 7-5, 7-6, 6-3           |
| 6  | Tournoi de tennis de Bâle      | 2003  | Synthétique | Félix Mantilla      | 18   | 1er tour      | 6-7, 6-2, 7-6           |
| 7  | Tournoi de tennis de Bâle      | 2003  | Synthétique | Tommy Robredo       | 19   | 2e tour       | 7-5, 6-1                |
| 8  | Tournoi de tennis de Dubaï     | 2004  | Dur         | Mark Philippoussis  | 10   | 1er tour      | 6-2, 7-6                |
| 9  | Tournoi de tennis de Munich    | 2004  | Terre       | Paradorn Srichaphan | 13   | 1er tour      | 6-2, 6-3                |
| 10 | Masters de Hambourg            | 2004  | Terre       | Paradorn Srichaphan | 12   | 1er tour      | 6-3, 6-4                |
| 11 | US Open                        | 2004  | Dur         | Carlos Moyà         | 4    | 3e tour       | 4-6, 6-4, 6-3, 6-7, 7-5 |
| 12 | Open d'Auckland                | 2005  | Dur         | Guillermo Coria     | 4    | 1/4 de finale | 6-4, 6-4                |
| 13 | Masters de Monte-Carlo         | 2005  | Terre       | Ivan Ljubičić       | 12   | 1er tour      | 6-2, 6-2                |
| 14 | Masters de Madrid              | 2005  | Terre       | Mario Ančić         | 20   | 2e tour       | 1-6, 6-4, 7-6           |
| 15 | Tournoi de tennis de Lyon      | 2005  | Synthétique | Mariano Puerta      | 9    | 1er tour      | 4-6, 7-5, 6-3           |
| 16 | Open d'Auckland                | 2006  | Dur         | David Ferrer        | 14   | 1/4 de finale | 6-2, 6-0                |
| 17 | Tournoi de tennis de Rotterdam | 2006  | Dur         | David Ferrer        | 11   | 2e tour       | 6-4, 6-4                |
| 18 | Masters de Miami               | 2006  | Dur         | Guillermo Coria     | 7    | 3e tour       | 6-4, 6-3                |
| 19 | Open d'Auckland                | 2007  | Dur         | Jarkko Nieminen     | 17   | 1er tour      | 7-6, 6-1                |
| 20 | Tournoi de tennis de Dubaï     | 2007  | Dur         | Nikolay Davydenko   | 4    | 2e tour       | 4-6, 6-4, 6-2           |
| 21 | Tournoi de tennis de Marseille | 2010  | Dur         | Gilles Simon        | 16   | 1er tour      | 7-5, 6-2                |
| 22 | Masters de Miami               | 2010  | Dur         | Novak Djokovic      | 2    | 2e tour       | 6-2, 6-7, 6-4           |
| 23 | Open de Nice                   | 2010  | Terre       | Robin Söderling     | 7    | 2e tour       | 2-6, 6-4, 6-4           |
| 24 | Masters de Miami               | 2011  | Dur         | Mikhail Youzhny     | 14   | 3e tour       | 1-6, 6-3, 6-3           |

### Ses trois meilleures victoires par saison
| 1997 1. Sébastien de Chaunac - 329e 2. Martijn Belgraver - 374e | 1999 1. Lucas Arnold Ker - 169e 2. Óscar Burrieza - 278e 3. Agustín Garizzio - 382e | 2000 1. Magnus Norman - 2e 2. Richard Fromberg - 66e 3. Chris Woodruff - 72e | 2001 1. Dominik Hrbatý - 21e 2. Mariano Puerta - 47e 3. Marc Rosset - 71e |

| 2002 1. Marat Safin - 2e 2. Marcelo Ríos - 25e 3. Sjeng Schalken - 33e | 2003 1. Guillermo Coria - 7e 2. Albert Costa - 8e 3. Félix Mantilla - 18e | 2004 1. Carlos Moyà - 4e 2. Mark Philippoussis - 10e 3. Paradorn Srichaphan - 12e | 2005 1. Guillermo Coria - 6e 2. Mariano Puerta - 9e 3. Ivan Ljubičić - 12e |

| 2006 1. Guillermo Coria - 7e 2. David Ferrer - 14e 3. Gaël Monfils - 31e | 2007 1. Nikolay Davydenko - 4e 2. Gastón Gaudio - 8e 3. Sébastien Grosjean - 28e | 2008 1. Jarkko Nieminen - 26e 2. Tommy Haas - 35e 3. Fabrice Santoro - 40e | 2009 1. Feliciano López - 34e 2. Igor Kunitsyn - 42e 3. Thomaz Bellucci - 45e |

| 2010 1. Novak Djokovic - 2e 2. Robin Söderling - 7e 3. Gilles Simon - 16e | 2011 1. Mikhail Youzhny - 14e 2. Márcos Baghdatís - 24e 3. Juan Ignacio Chela - 42e | 2012 1. Alex Bogomolov - 33e 2. Thomaz Bellucci - 38e 3. Philipp Kohlschreiber - 42e | 2013 1. Albert Ramos - 51e 2. Alejandro Falla - 59e 3. Tatsuma Ito - 96e |

| 2014 1. Horacio Zeballos - 127e 2. Jan Hernych - 191e 3. Vincent Millot - 193e |

## Récompense
En 2000, il est récompensé par le prix du meilleur débutant sur le circuit ATP.